# Effie Gray - Storia di uno scandalo
Effie Gray - Storia di uno scandalo (Effie Gray) è un film del 2014 diretto da Richard Laxton.
La pellicola, ambientata nella Londra vittoriana del 1840, narra il triangolo amoroso che coinvolge il critico d'arte John Ruskin, sua moglie Euphemia "Effie" Gray e l'artista John Everett Millais. Il film ha avuto critiche contrastanti, ma è stata elogiata l'interpretazione di Dakota Fanning.

## Trama
Euphemia, detta "Effie", è la sposa infelice del famoso critico d'arte John Ruskin. Il matrimonio era stato fortemente voluto da entrambe le famiglie per diverse ragioni ma mai consumato. L'uomo infatti non sembra minimamente interessato a lei. Un viaggio in Italia potrebbe aiutare la coppia ma John continua a trattarla con indifferenza anche quando lei sfugge alle avances di un giovane italiano. Dopo 5 anni di convivenza la giovane donna decide di lasciare il marito, cosa impensabile all'epoca, spinta anche dall'innamoramento verso Millais, giovane talento appena scoperto dal critico.

## Distribuzione
La pellicola doveva inizialmente uscire nelle sale cinematografiche nel 2012, ma subì una serie di ritardi per diverse cause giudiziarie. La sceneggiatura venne accusata di plagio da Eve Pomerance, autore di uno script per un'opera teatrale, e dal drammaturgo Gregory Murphy. L'uscita del film doveva avvenire nell'ottobre 2013 al Festival del Cinema di Mill Valley in California. La pellicola uscì nel Regno Unito nell'ottobre 2014 e nell'aprile 2015 nelle sale statunitensi.

## Accoglienza
La pellicola ha incassato 352 534 dollari negli Stati Uniti.

### Critica
Sul sito Rotten Tomatoes ha ottenuto il 42% delle recensioni professionali positive con un voto medio di 5,6 su 10, basato su 79 recensioni.

## Riconoscimenti
- 2015 - Women Film Critics Circle Awards
  - Candidatura alla miglior giovane attrice per Dakota Fanning[6]